# Wojciech Bartnik
Wojciech Stanisław Bartnik (Oleśnica, 2 dicembre 1967) è un ex pugile polacco.

## Palmarès

### Olimpiadi
- 1 medaglia:
  - 1 bronzo (Barcellona 1992 nei pesi mediomassimi)

### Europei dilettanti
- 1 medaglia:
  - 1 bronzo (Vejle 1996 nei pesi massimi)